# Britti & Bennato Tour 2006
Il Britti & Bennato Tour 2006 è una tournee dei cantautori italiani Alex Britti ed Edoardo Bennato, svoltasi in Italia dal 23 giugno al 29 settembre 2006, in 26 tappe.

## Storia
Edoardo Bennato ed Alex Britti accomunati dalla passione per il blues, in seguito ad alcune collaborazioni insieme, Britti suonò la chitarra in Ogni favola è un gioco incisa nell'album La fantastica storia del Pifferaio Magico, Bennato ospite al concerto di Britti tenuto all'Auditorium Conciliazione di Roma. La tournee parte l'11 maggio 2006 con un passaggio televisivo alla Rai.

Il tour, tra i più interessanti del 2006, li portò ad esibirsi anche all'Auditorium Parco della Musica di Roma, nella Rassegna Luglio Suona bene 2006. I due artisti si scambiano i brani del loro repertorio, oltre ad alcuni duetti, tra cui Notte di mezza estate, caposaldo della loro unione artistica e tormentone estivo del 2006.

L'ultima delle 26 tappe della tournee fu quella di Mantova, il 29 settembre 2006.

## Le tappe
| Data       | Città                          | Luogo                         | Note                         |
| ---------- | ------------------------------ | ----------------------------- | ---------------------------- |
| 11/05/2006 | Roma                           | Rai-Sala B                    | [ 2 ]                        |
| 23/06/2006 | Cameri (NO)                    | Stadio Comunale               | [ 3 ]                        |
| 24/06/2006 | Milano                         | Piazza Duomo                  | Notte Bianca                 |
| 10/07/2006 | San Giorgio a Cremano (NA)     | Villa Bruno                   | [ 3 ]                        |
| 14/07/2006 | Sarnano (MC)                   | Campo Sportivo                | [ 3 ]                        |
| 21/07/2006 | Stimigliano (RI)               | Campo sportivo                | [ 3 ]                        |
| 23/07/2006 | Roma                           | Auditorium Cavea              | [ 3 ] [ 1 ]                  |
| 29/07/2006 | Senise (PZ)                    | Campo Sportivo                | [ 3 ] [ 1 ]                  |
| 30/07/2006 | Cariati (CS)                   | Porto                         | [ 1 ]                        |
| 04/08/2006 | Cassino (FR)                   | Stadio Comunale               | [ 3 ] [ 1 ]                  |
| 06/08/2006 | Rispescia (GR)                 | Loc. Enaoli                   | Festambiente                 |
| 07/08/2006 | Castelnuovo di Garfagnana (LU) | Fortezza di Mont'Alfonso      | [ 1 ]                        |
| 09/08/2006 | Francavilla di Sicilia (ME)    | Piazza Garibaldi              | [ 1 ]                        |
| 11/08/2006 | Ostuni (BR)                    | Foro Boario                   | [ 1 ]                        |
| 12/08/2006 | Vietri sul Mare (SA)           | Campo Sportivo                | [ 1 ]                        |
| 16/08/2006 | Ospedaletti (IM)               | Piazzale al Mare              | [ 1 ]                        |
| 18/08/2006 | Bisceglie (BA)                 | Arena del Mare                | [ 1 ]                        |
| 19/08/2006 | Santa Marinella (RM)           | Santa Severa                  | [ 4 ]                        |
| 24/08/2006 | Massa (MS)                     | Piazza Aranci                 | [ 1 ]                        |
| 26/08/2006 | Santa Maria Navarrese (NU)     | Piazza Principessa di Navarra | Rocce Rosse e Blues Festival |
| 27/08/2006 | Macomer (NU)                   | Caserme Mura                  | [ 1 ]                        |
| 29/08/2006 | Sulmona (AQ)                   | Piazza Garibaldi              | [ 3 ]                        |
| 02/09/2006 | Priolo Gargallo (SR)           | Centrale Enel                 | [ 1 ]                        |
| 12/09/2006 | Napoli                         | Arena Flegrea                 | [ 1 ]                        |
| 14/09/2006 | L'Aquila                       | Piazza Duomo                  | [ 1 ]                        |
| 29/09/2006 | Mantova                        | Outlet Fashion District       | [ 1 ]                        |

## Formazione
- Gennaro Porcelli (chitarra)
- Fabrizio Sciannameo (basso)
- Fabrizio Fratepietro (batteria)
- Carlo Di Francesco (percussioni)
- Ernesto Vitolo (hammond)
- Loris Malaguti (dj)
- Gabriella Scalise (corista)
- Claudia Arvati (corista)